# Rörpottegyl
Rörpottegyl är en sjö i Ronneby kommun i Blekinge och ingår i Bräkneåns huvudavrinningsområde.